# Дебела кока
Дебела кока или рањеник (лат. Hylotelephium spectabile, раније лат. Sedum spectabile) је врста скривеносеменице из породице жедњака (Crassulaceae). 

## Име
Епитет врсте у научном имену, spectabile, је изведен из латинске речи spectabilis и значи „раскошан”.

## Опис
Дебела кока је зељаста вишегодишња биљка. Расте у висину и ширину до 40 cm. Цветови, који су звездастог облика су розе боје и груписани на врху биљке. Цвета од јула до септембра.
Биљка је цењена због своје способности да добро поднесе сушу. Створен је велики број култивара. 